# Concilie van Constantinopel IV

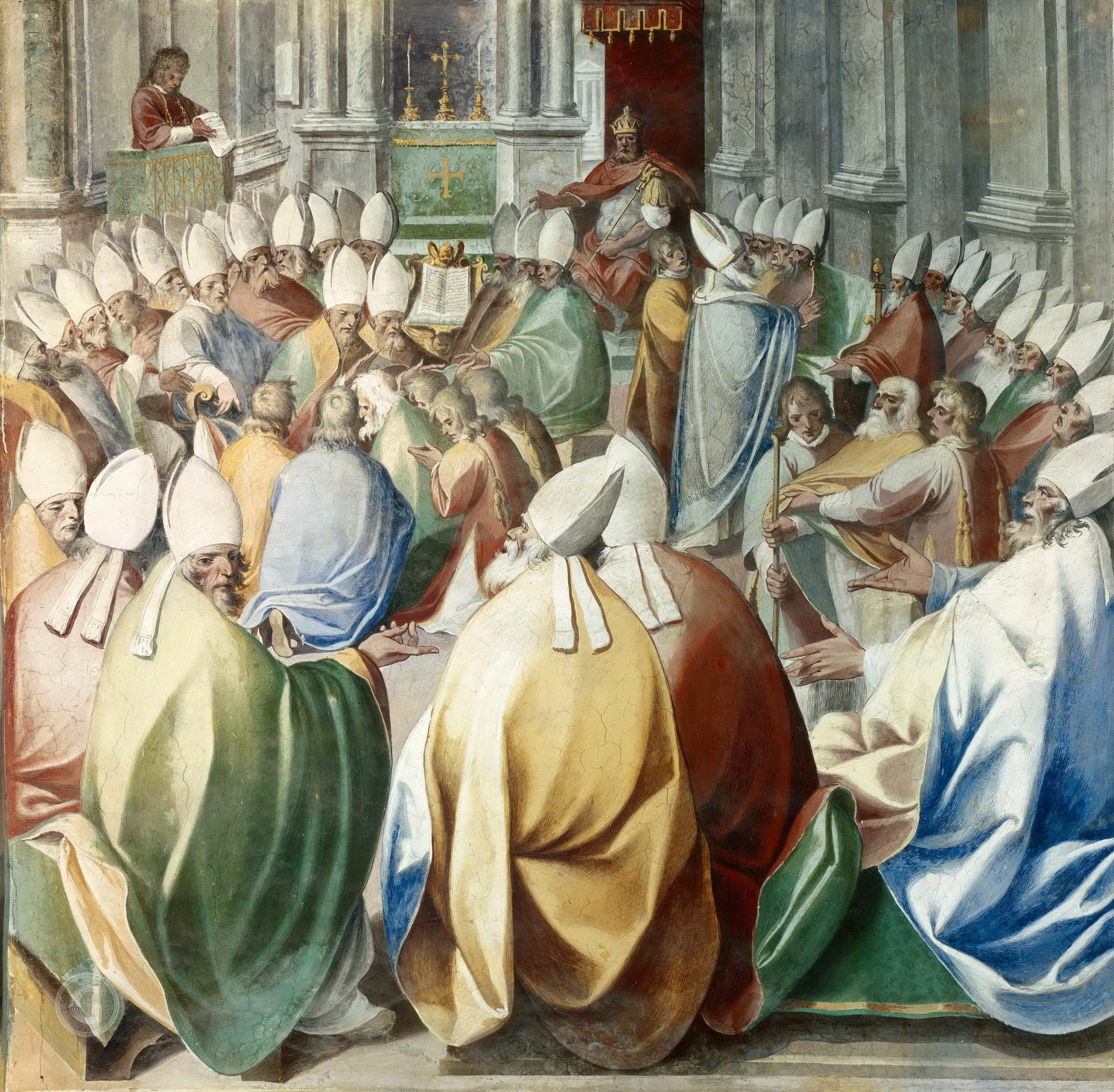
Concilie in 869

Het Concilie van Constantinopel IV kan op twee conciliën duiden. De Rooms-Katholieke Kerk meent dat het concilie van 869-870 het Concilie van Constantinopel IV is en noemt dit het achtste oecumenische concilie. De Orthodoxe Kerk zegt dat het concilie van 879-880 het Concilie van Constantinopel IV is, maar noemt dit over het algemeen niet het achtste oecumenische concilie, daar de meeste orthodoxen maar zeven conciliën als oecumenisch erkennen. In het verleden noemden sommige Orthodoxe patriarchen en theologen het concilie van 879-880 wel het achtste oecumenische concilie. De reden dat het conciliën bijeen waren geroepen was het feit dat patriarch Photios zijn ambt onder twijfelachtige omstandigheden had verkregen.

## Voorgeschiedenis
De vorige patriarch, Ignatius, had Caesar Bardas, de oom van keizer Michaël III, in 858 de communie geweigerd omdat hij de weduwe van zijn zoon versierd zou hebben. Ook weigerde de patriarch de opstandige moeder van Michaël III tegen haar wil in tot non te maken. Om deze redenen dwong de keizer Ignatius tot aftreden. Bardas koos zijn geleerde protoasecretis, Photius, uit om Ignatius op te volgen.
Michaël en Bardas begrepen dat dit niet helemaal netjes was en vroegen paus Nicolaas I om een concilie bij te wonen om over de Photiuskwestie te beslissen. Het concilie vond in 861 plaatst en de paus stuurde legaten. Dit concilie besloot dat Photius de legitieme patriarch was en de legaten konden zich hierin vinden. Paus Nicolaas weigerde dit echter te erkennen en vanaf 863 was er een schisma tussen Constantinopel en Rome, het zogenaamde Photiaanse schisma. Intussen was Bulgarije van Constantinopel naar Rome overgelopen omdat Photius weigerde een aparte patriarch voor Bulgarije te wijden. In 867 hield Photius een plaatselijk concilie waarin hij onder andere het gebruik van ongedesemd brood in de liturgie, het verplicht celibataire priesterschap en het filioque veroordeelde.
In 867 werd Michaël III door Basilius de Macedoniër vermoord. Een van de eerste dingen die de nieuwe keizer deed was het afzetten en verbannen van Photius en Basilius vroeg paus Adrianus II legaten te sturen voor een ander concilie om over Photius te oordelen. Deze begon in 869.

## Het concilie van 869-870
Dit concilie werd van 869 tot 870 gehouden in de Hagia Sophia. Het oordeelde dat Ignatius de legitieme patriarch was en bevestigde het afzetten van Photius. De kerk van Bulgarije kwam echter weer onder de autoriteit van de patriarch van Constantinopel, deze laïceerde iedereen die door Photius was gewijd. Photius werd vervolgens geëxcommuniceerd en naar een klooster verbannen. De aanwezigen moesten de formule van paus Hormisdas ondertekenen.

## Tussenperiode
Photius hield zich in deze periode absoluut niet rustig. Hij vervalste de genealogie van de keizer om aan te tonen dat hij niet van simpele boeren afstamde, zoals iedereen aannam, maar van de koningen van Armenië. De keizer was hierdoor gevleid en riep Photius terug uit zijn ballingschap en benoemde hem tot privéleraar van zijn kinderen. Photius werd bevriend met patriarch Ignatius. Deze was minder geleerd dan Photius, hij vroeg hem vaak om advies en volgde hem in bijna alle dingen. Toen Ignatius stierf werd hij door Photius opgevolgd. Dit werd door paus Johannes VIII goedgekeurd. In 878 vroeg Photius de paus om legaten om dit conciliair te laten bevestigen.

## Concilie van 879-880
De legaten van de paus leverden tijdens het concilie een brief af waarin de paus aanbood Photius te erkennen als de jurisdictie over Bulgarije terug werd gegeven aan Rome en hij zijn verontschuldigingen aanbod voor zijn usurpatie van de patriarchale troon. Photius liet deze twee voorwaarden echter schrappen uit de Griekse vertaling van de brief. Het concilie accepteerde deze vervalste brief en gaf Photius het patriarchaat terug. De beslissingen van het concilie van 869 werden ongeldig verklaard. Met het oog op de filioque, dat Photius en andere Byzantijnen als een ketterij zagen, werd elke toevoeging aan de geloofsbelijdenis veroordeeld en het besluit dat Bulgarije onder het gezag van Constantinopel stond werd bevestigd.

## Nasleep
De paus was niet heel enthousiast over wat er zich in Constantinopel had afgespeeld, maar besloot het schisma met Constantinopel niet te herstellen. De controverse over Photius en filioque bleek later de voorloper te zijn van het Grote Schisma, de definitieve splitsing tussen de Kerk van Rome en Constantinopel. Photius werd later door een andere keizer alsnog verbannen en afgezet.